# Michael Bramos
Michael Bramos (griechisch Μάικλ Μπράμος; * 27. Mai 1987 in Harper Woods, Michigan, Vereinigte Staaten) ist ein ehemaliger griechischer Basketballspieler, der bei einer Körpergröße von 1,98 m auf den Positionen Shooting Guard und Small Forward spielt.

## Karriere
Michael Bramos wurde in Harper Woods im US-Bundesstaat Michigan geboren. Neben der US-amerikanischen Staatsbürgerschaft besitzt er als Sohn griechischer Auswanderer auch die griechische. Bramos besuchte von 2005 bis 2009 die Miami University, wo er für die Universitätsmannschaft, die Miami RedHawks spielte und 2007 das Mid-American Conference gewinnen konnte.
Seine Profikarriere begann Bramos 2009 beim griechischen Erstligisten GS Peristeri, wo er für eine Saison unter Vertrag stand. In 26 Erstligaspielen kam er im Schnitt auf 24 Minuten Einsatzzeit, in denen er 9,0 Punkte und 2,2 Rebounds sammeln konnte. 2010 wechselte Bramos nach Spanien zu CB Gran Canaria, wo er im ULEB Eurocup, Europas damaligen zweithöchstem Vereinswettbewerb, debütierte. Zwischen 2012 und 2014 stand Bramos beim griechischen Rekordmeister Panathinaikos Athen unter Vertrag. Nach Beendigung seines Vertrages versuchte er sich in der NBA Summer League, um sich für die NBA zu empfehlen. Allerdings verletzte er sich dort so schwer, dass er die komplette Saison 2014/15 aussetzen musste. Im Sommer 2015 kehrte er dann zurück aufs Parkett und spielte zunächst für Venedig. Mit dieser Mannschaft wurde er in der Saison 2016/17 italienischer Meister und gewann 2017/18 auch den FIBA Europe Cup. Im Sommer 2018 verlängerte Bramos dann seinen auslaufenden Vertrag um weitere zwei Jahre mit einer Option auf ein drittes Jahr. Seine zweite Italienische Meisterschaft und die insgesamt vierte für Venedig feierten Bramos und seine Mitspieler in der Saison 2018/19.

## Nationalmannschaft
Sein Debüt in der griechischen Nationalmannschaft gab Bramos 2011. Bei der Europameisterschaft in Litauen erreichte er mit der griechischen Auswahl den sechsten Platz.

## Erfolge
- FIBA Europe Cup: 2018
- Griechischer Meister: 2013, 2014
- Italienischer Meister: 2017, 2019
- Italienischer Pokalsieger: 2020
- Griechischer Pokalsieger: 2013, 2014
- Sieger des Mid-American Conference-Turniers: 2007

## Auszeichnungen
- Teilnahmen an Europameisterschaften: 2011, 2013
- All-MAC 1st Team: 2009
- All-Mac 2nd Team: 2008
- Teilnahme am griechischen All Star Game: 2013, 2014